# Arleen Augér
Joyce Arleen Augér (ibland skrivet Arleen Auger), född 13 september 1939 i South Gate i södra Los Angeles-området, död 10 juni 1993 i Leusden i Nederländerna, var en amerikansk operasångerska (lyrisk koloratursopran). Augér var en naturbegåvning utan formell scenisk operaskolning som är mest känd för sina tolkningar av verk från den tidiga klassisistiska perioden (Gluck, Mozart och Haydn) men har även sjungit Monteverdi, Bach, Händel Schönberg och Richard Strauss. Hennes behagliga och extremt klara röst har gjort att hon är en av de mest inspelade operasångerskorna i världen (med över 200 ljud- och videoinspelningar). Trots sin avsaknad av dramatisk skolning anses hennes scennärvaro anmärkningsvärd, även under konserter.

## Biografi
Hon föddes och växte upp i South Gate, Kalifornien, men flyttade senare till Hartsdale, New York. Under sin uppväxt uppvisade hon en stor musikalisk begåvning; hon sjöng innan hon kunde tala ordentligt och spelade piano och fiol. Hon valde dock att utbilda sig till lärare och började arbeta som för- och småskollärare.
Efter att från 1965 till 1967 ha tagit privatlektioner i sång av tenoren Ralph Errolle turnerade Augér som konsertsångerska. 1967 vann hon ett stipendium till Wien (flygbiljett och några konsertframträdanden) i en sångtävling i Los Angeles. Trots att hon inte talade tyska eller hade studerat många operaroller blev hon genast kontrakterad av Wiener Staatsoper. Hon debuterade där som "Nattens drottning" i Trollflöjten av Mozart samma år, dirigerad av Josef Krips. Hon fortsatte vara anställd i operahuset ända fram till 1974 trots att hon redan från början även gästspelade på flera operahus runt om i världen.
Hon debuterade 1969 på New York City Opera, även då som "Nattens drottning". Sin debut på Metropolitan gjorde hon som "Marzelline" i Fidelio av Beethoven (dirigerad av Karl Böhm). Redan tidigt började hon undervisa i sång och ansågs som en bra lärare, mycket tack vare sin pedagogiska utbildning. Hon fortsatte trots det att sjunga på olika operahus, till exempel Glyndebourne, Aix-en-Provence och La Scala. Till hennes mest legendariska roll är "Konstanze" i Enleveringen ur Seraljen av Mozart.
Hennes största framträdande är dock som solist under bröllopet mellan Sarah Ferguson och Prins Andrew i Westminster Abbey 1986 (som sändes i TV för ca 700 miljoner tittare), då hon sjöng "Exultate Jubilate" och "Alleluja" ur Mozarts Exultate Jubilate (K.165). Hon var den första sångaren som inte kom från det brittiska samväldet som sjöng på ett kungligt bröllop i Storbritannien. Hon fortsatte att sjunga kyrkomusik vilket hon älskade, framförallt är hon känd för sina framföranden av Mozart, bl.a. i Missa solemnis under ledning av Leonard Bernstein och i Requiem i d-moll (K.626) dirigerad av Georg Solti för att uppmärksamma 200-årsjubileet av Mozarts dödsdag 1991 (bland de andra solisterna märktes en mycket ung Cecilia Bartoli).
Då var hon redan märkt av en elakartad hjärntumör i vänstra hjärnloben och i februari 1992 drog hon sig tillbaka från scenen. Efter tre operationer och kraftig strålbehandling avled hon 1993 i Leusden i Nederländerna, där hon bodde under sin sjukdomstid. Trots att hon officiellt dragit sig tillbaka från operascenen så fortsatte hon sjunga nästan ända fram till sin död.
Förutom massor av Mozartinspelningar har Augér också spelat in alla Bachs kantater för sopranröst tillsammans med Helmuth Rilling och ett flertal recitalskivor. 1994 vann hon postumt en Grammy Award för sin skiva The Art of Arleen Augér från 1993.
I Sverige har hon varit med i uppsättningar av Mozarts Don Giovanni ("Donna Anna") och Le nozze di Figaro ("Grevinnan") på Drottningholmsteatern, med Arnold Östman som dirigent. Dessa uppsättningar har spelats in och finns på Arnold Östmans samlingsskiva.